# Valacloche
Valacloche – gmina w Hiszpanii, w prowincji Teruel, w Aragonii, o powierzchni 15,02 km². W 2011 roku gmina liczyła 28 mieszkańców.